# Ordinul corintic

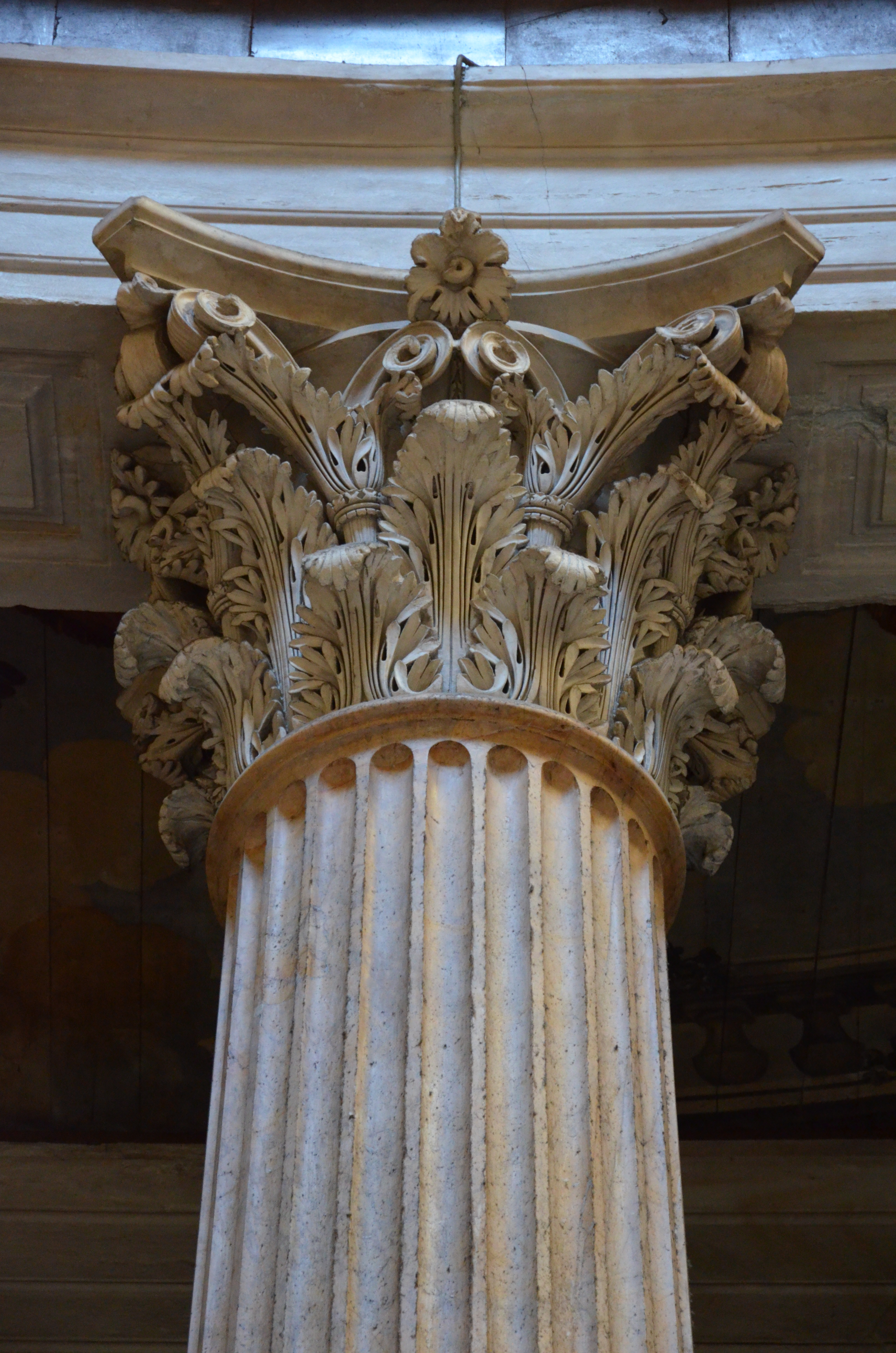
Un capitel corintic de la Panteonul din Roma, care a fost un model pentru arhitecții renascentiști și de mai târziu

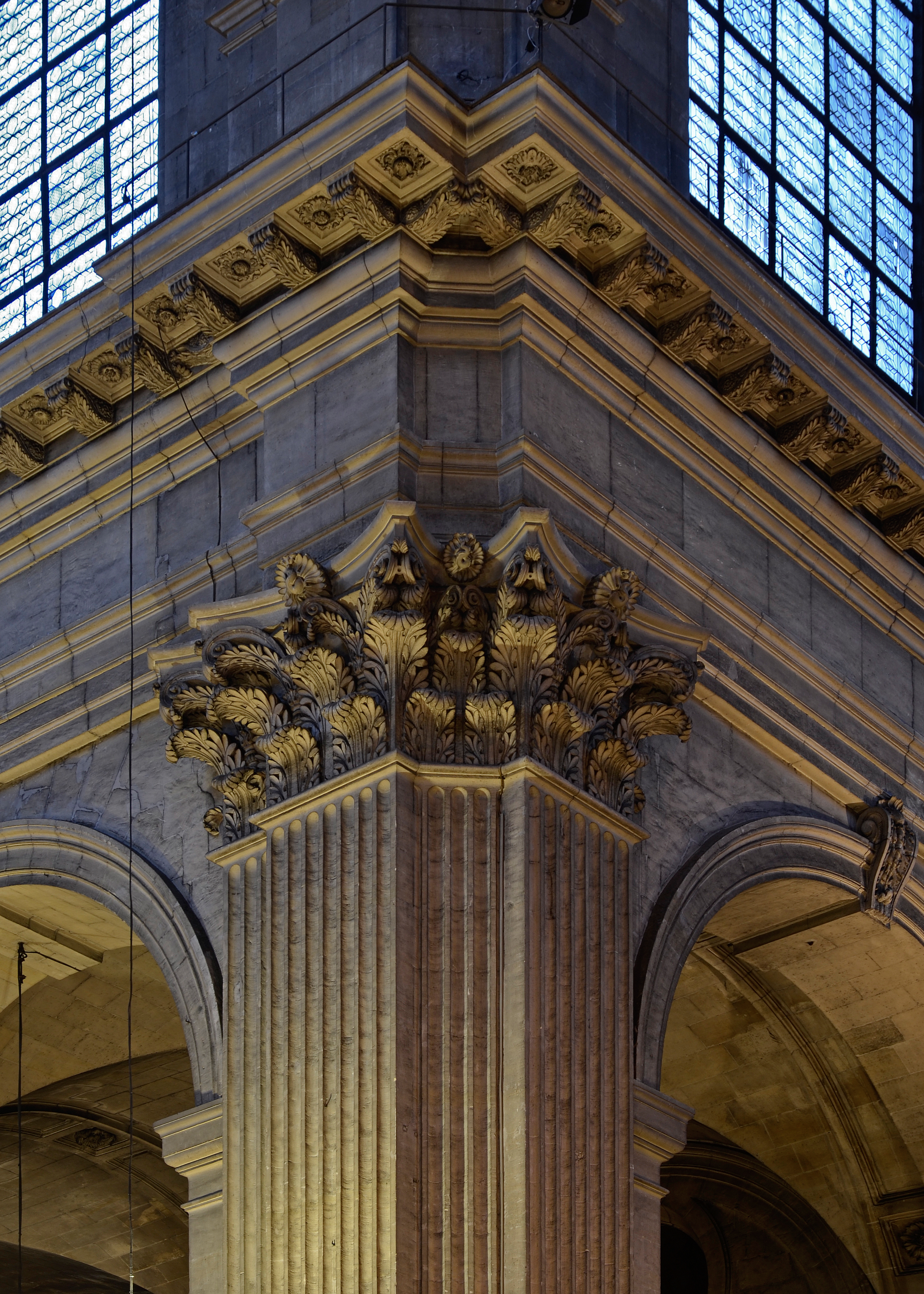
Doi pilaștri corintici în Biserica Saint-Sulpice (Paris)

Ordinul corintic (latină Ordo Corinthius) este ultimul dezvoltat dintre cele trei ordine clasice principale ale arhitecturii grecești și romane antice. Celelalte două sunt ordinul doric, care e cel mai timpuriu, urmat de cel ionic. Când arhitectura clasică a fost reînviată în timpul Renașterii, au fost adăugate la canon încă două ordine: cel toscan și cel compozit. Corinticul, cu versiunea sa compozită, e cel mai ornamentat dintre ordine. Acest stil arhitectural se caracterizează prin coloane subțiri canelate și cu capiteluri elaborate decorate cu frunze de acantă și niște volute foarte mici în partea de sus. De-a lungul istoriei au apărut mai multe variante.
Termenul „Corintic” derivă de la vechiul oraș grecesc Corint, chiar dacă stilul avea un model propriu în practica romană, în urma precedentelor stabilite de Templul lui Marte Pedepsitorul din Forumul lui Augustus (circa 2 d.Hr.). A fost folosit în sudul Galiei la Maison Carrée (Nîmes, Franța modernă) și la Templul comparabil al lui Augustus și al Liviei din Vienne. Alte exemple principale remarcate de Mark Wilson Jones sunt ordinul inferioar al Bazilicii Ulpia și Arcul lui Traian din Ancona (ambele din timpul domniei lui Traian, 98–117 d.Hr.), Columna lui Focas (reconstruită în Antichitatea târzie, dar ca origine e din secolul al II-lea) și Templul lui Bacchus din Baalbek (c. 150 d.Hr.).

## Descriere

### Ordinul corintic grecesc
Ordinul corintic e numit pentru orașul-stat grecesc Corint, la care a fost conectat în perioadă. Cu toate astea, potrivit istoricului în arhitectură Vitruvius, coloana a fost creată de sculptorul Callimachus, probabil un atenian, care a desenat frunze de acantă în creștere în jurul unui coș votiv. Cea mai timpurie folosire a sa poate să fie remarcată în perioada clasică târzie (430-323 î.Hr.). Cel mai vechi capitel corintic a fost găsită în Bassae, datat la 427 î.Hr..

### Ordinul corintic roman

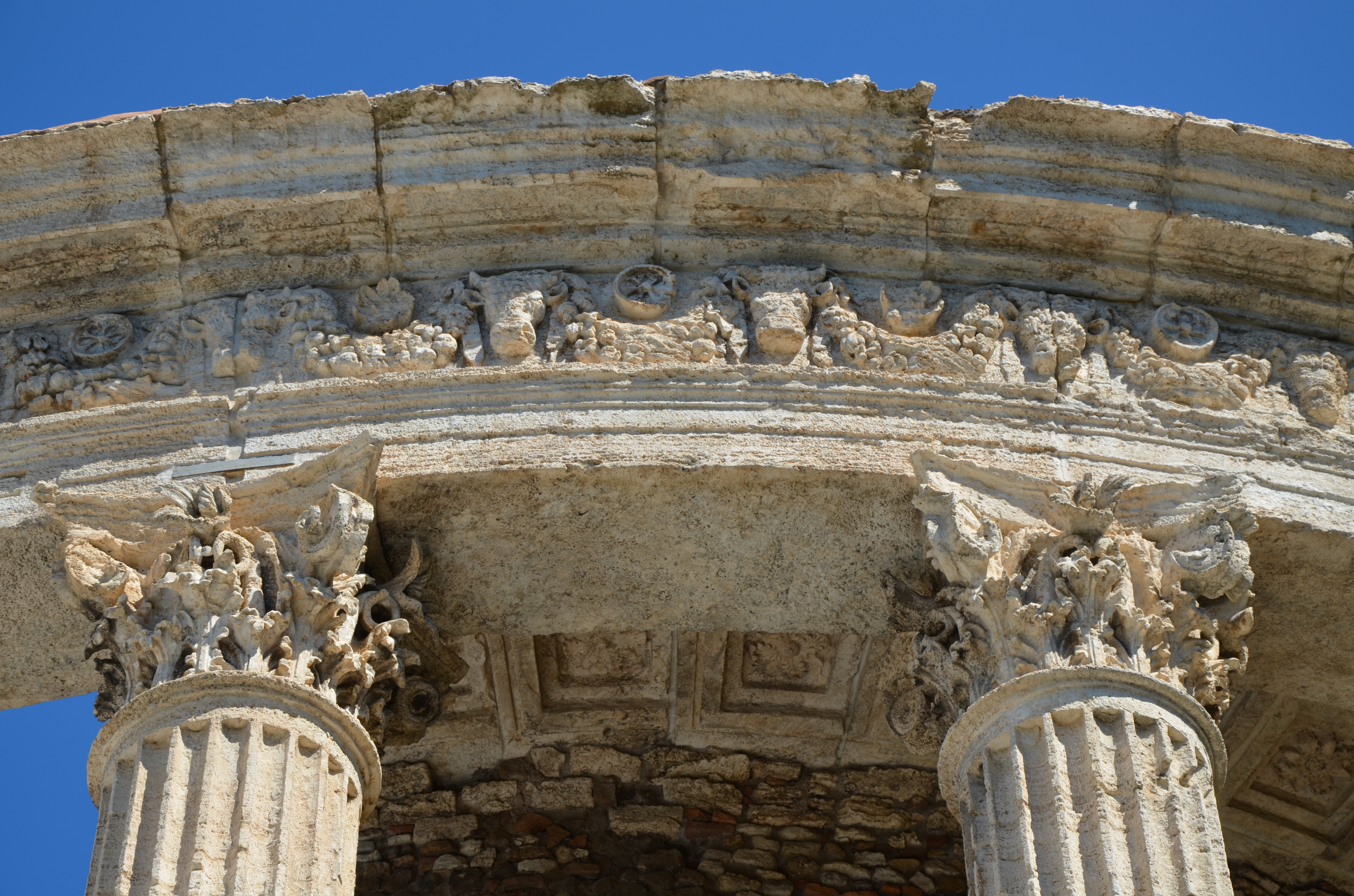
Bucranii și festoane care decorează friza Templului Vestei din Tivoli (Italia)

Proporția e o caracteristică definitorie a ordinului corintic: „integrarea coerentă a dimensiunilor și a raporturilor în conformitate cu principiile simetriei” e remarcată de Mark Wilson Jones, care constată că raportul dintre înălțimea totală a coloanei și înălțimea fusului coloanei este de 6:5, astfel încât, în al doilea rând, înălțimea completă a coloanei cu capitelul este adesea un multiplu de 6 metri romani, înălțimea coloanei în sine fiind un multiplu de 5. În proporțiile sale, coloana corintină e asemănătoare cu cea ionică, chiar dacă e mai subțire și se distinge prin capitelul său sculptat distinct. Abaca de pe capitel are laturi concave pentru a se conforma colțurilor scăzute ale capitelului și poate să aibă o rozetă în centrul fiecărei laturi. Coloanele corintice au fost ridicate pe nivelul superior al Colosseumului roman, cu cea mai mică greutate, având și raportul cel mai subțire dintre grosime și înălțime.  Raportul lor de înălțime pe lățime e de aproximativ 10:1.
O variantă e ordinul Tivoli, care se găsește la Templul Vestei din Tivoli (Italia). Capitelul corintic al ordinului Tivoli are două rânduri de frunze de acantă, iar abaca sa e decorată cu fleuroni supradimensionați în formă de flori de hibiscus, cu pistiluri spiralate pronunțate. Canelurile coloanelor au capetele drepte. Friza e decorată cu festoane de fructe ținute la capete de bucranii. Fiecare feston are câte o rozetă deasupra centrului său.

### Capitelurile gandhariene

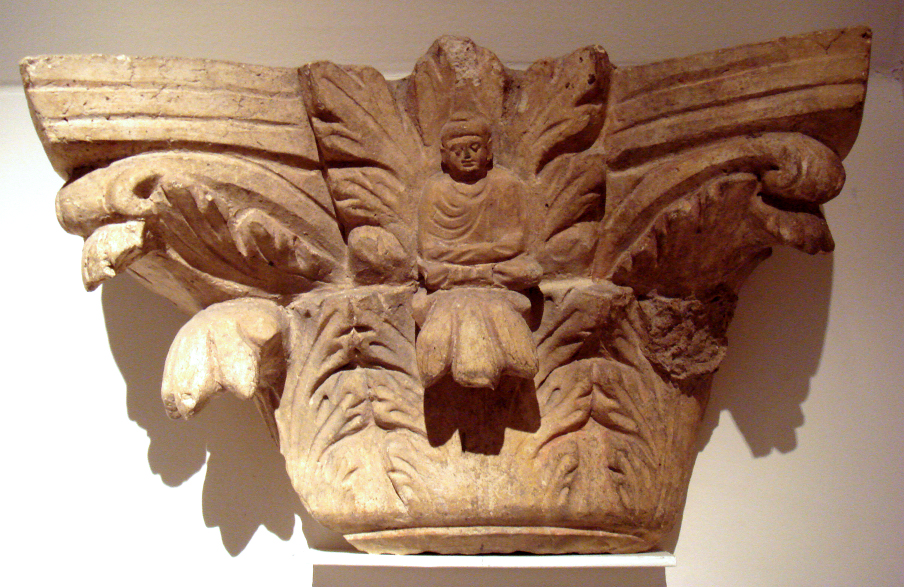
Figurină a lui Buddha, într-un capitel corintic, Gandhara, secolele al III-lea-al IV-lea, în Muzeul Guimet (Paris)

Capitelurile indocorintice sunt capiteluri ale unor coloane sau pilaștri, care pot să fie găsite în nord-vestul Subcontinentului Indian, combinând de obicei elemente elenistice și indiene. Ele sunt tipic datate din secolul I d.Hr. și constituie elemente importante ale artei greco-budiste din Gandhara.
Designul clasic a fost adaptat des, luând de obicei o formă mai alungită și uneori fiind combinat cu volute, în general în contextul stupelor budiste și templelor. Capitelurile indo-corintice au încorporat, de asemenea, figurine ale lui Buddha sau ale unor Bodhisattvi, fiind de obicei centrale și încojurate de frunzișul luxuriant de acante al designurilor corintice.

### Ordinul corintic renascentist

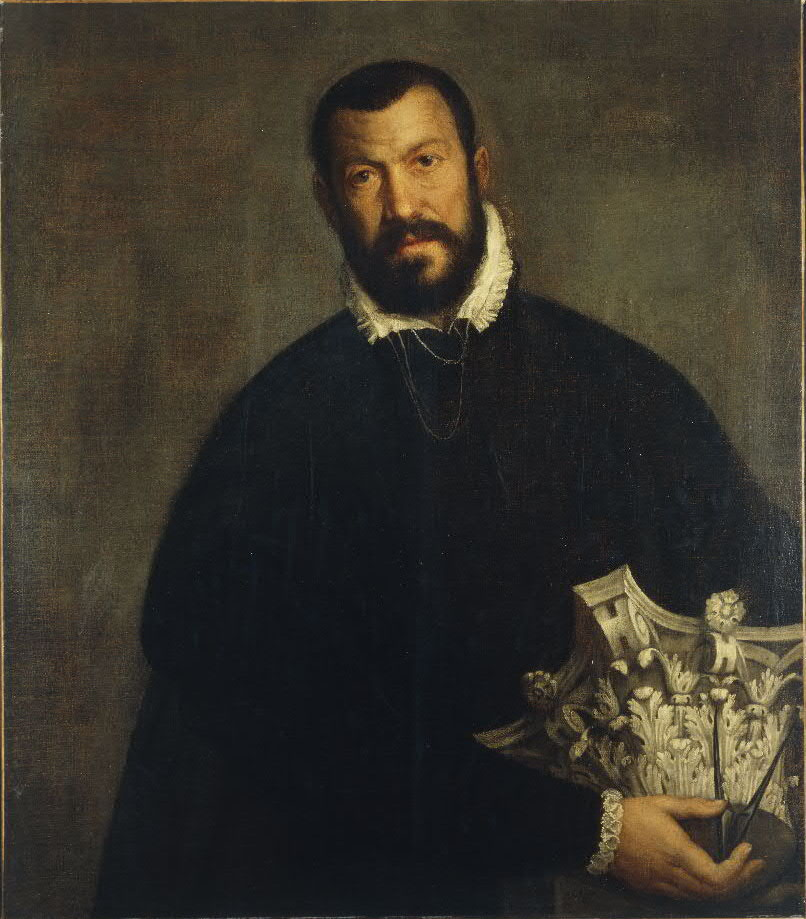
Vincenzo Scamozzi își arată versiunea sa a capitelului corintic, într-un portret de Paolo Veronese (Muzeul de Artă din Denver)

În timpul Renașterii italiene, teoreticianul arhitectural florentin Francesco di Giorgio a exprimat analogiile umane pe care scriitorii care l-au urmat pe Vitruvius le-au asociat adesea cu forma umană, în desene pe care le-a făcut cu capitelul corintic suprapus cu capete umane, ca să arăte proporțiile comune.
Arhitrava cornișată e împărțită în două sau trei secțiuni, care pot să fie egale sau pot să aibă relații proporționale interesante, una cu alta. Deasupra arhitravei nedecorate se află friza, care poate să fie sculptată bogat cu un design continuu sau să fie lăstă goală, ca la extensia Capitoliului Statelor Unite. La Capitoliu, proporțiile dintre arhitravă și friză sunt de exact 1:1. Deasupra lor, profilurile modelelor cornișei sunt ca cele ale ordinului ionic. Dacă cornișa e foarte adâncă, poate să fie susținută de console, care sunt folosite într-o serie/model sub o cornișă.
Coloana corintică e aproape mereu canelată, iar canelurile unei coloane pot să fie îmbogățite. Pot să fie umplute cu flori sau frunze încorporate în caneluri goale.
Elaborând la o remarcă neplăcută, când Vitruvius și-a dat seama de originea capitalului său cu acante, a devenit un lucru obișnuit ca coloana corintiană să fie asociată cu figura zveltă a unei tinere fete; așa, pictorul francez clasificator Nicolas Poussin i-a scris prietenului său Fréart de Chantelou în 1642:
Fetele frumoase pe care le-ați văzut în Nîmes, sunt sigur, că nu v-au încântat spiritul mai puțin decât frumoasele coloane ale Maison Carrée-ului pentru una nu este mai mult decât o copie veche a celeilalte.
William Chambers a exprimat comparația convențională cu ordinul doric:
Proporțiile ordinelor erau formate de anticii pe formele corpului uman și, în consecință, nu putea să fie intenția lor de a face o coloană coritică, care, după cum observă Vitruvius, este să reprezinte delicatețea unei fete tinere, la fel de groase și mult mai înaltă decât una dorică, care e concepută astfel încât să reprezinte cea mai mare parte și vigoarea unui om muscular plin.

## Istorie

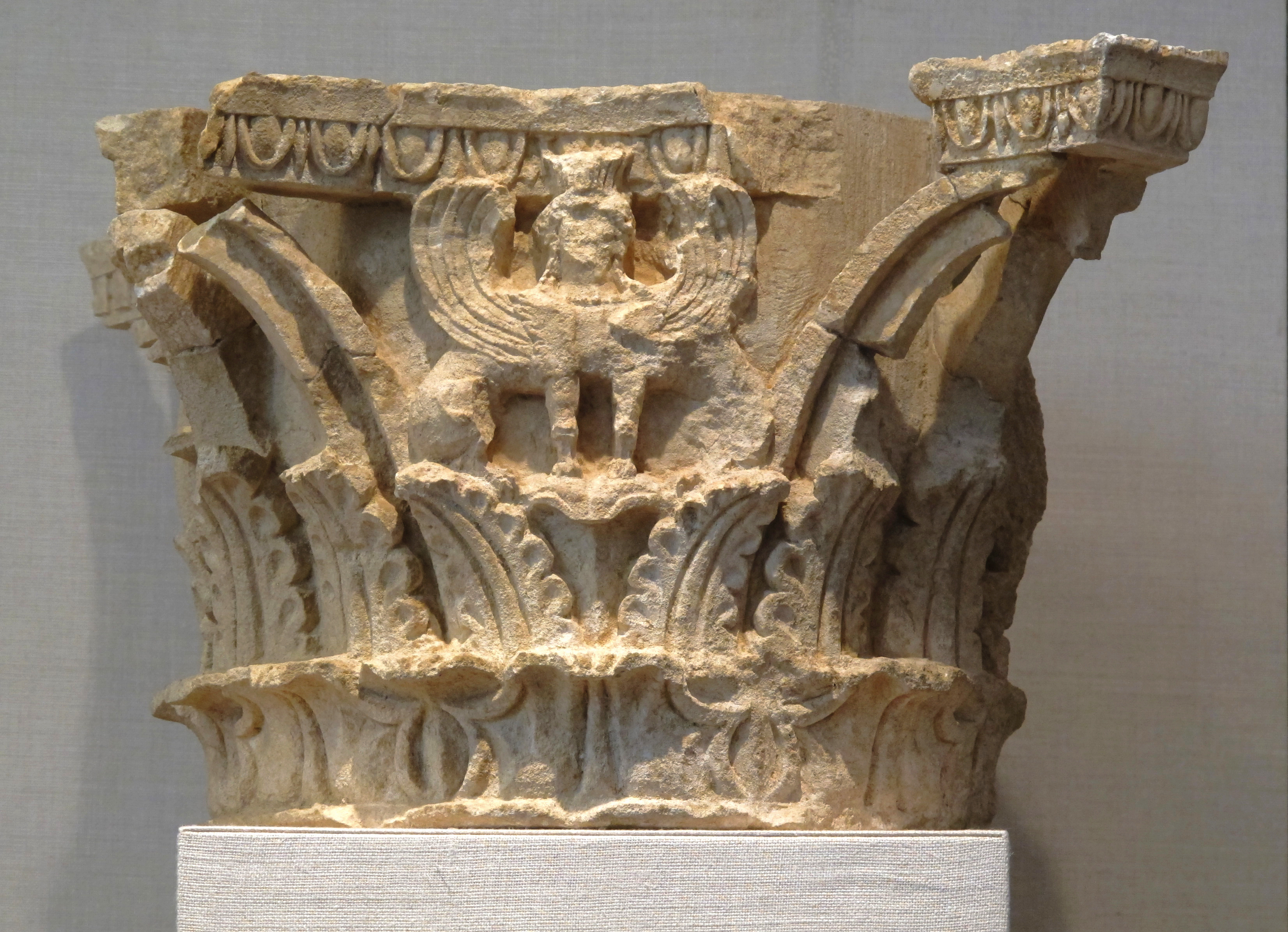
Capitel grec antic, secolele al IV-lea-al III-lea î.Hr., făcut din calcar, în Muzeul Metropolitan de Artă (New York City)

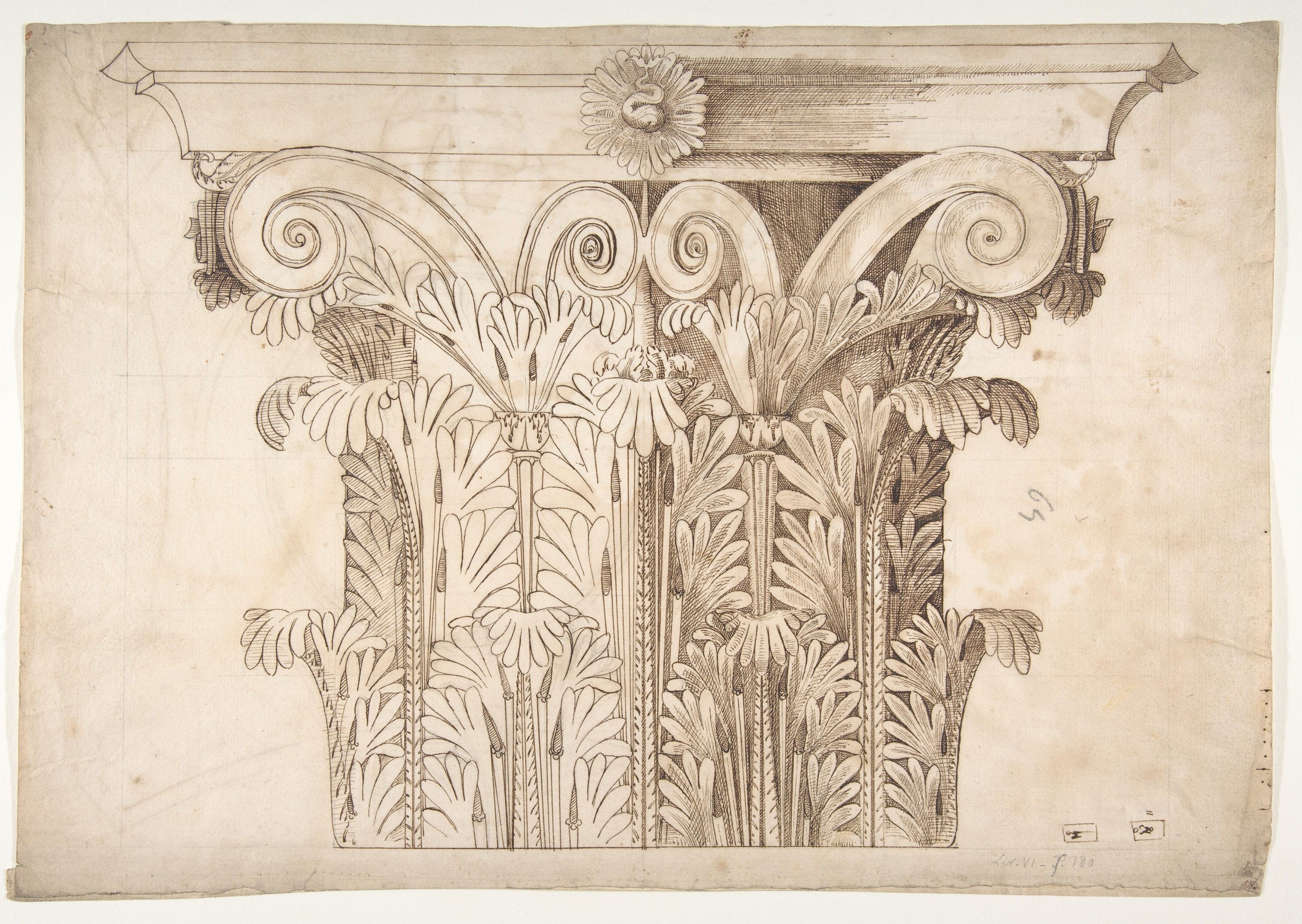
Ilustrație detaliată a unui capitel corintic, circa 1540-1560, în Muzeul Metropolitan de Artă

Cel mai vechi exemplu cunoscut al unei coloane corintice se află în Templul lui Apollo Epicurius din Bassae (Arcadia, Grecia), circa 450–420 î.Hr. Nu face parte din ordinul templului în sine, care are o colonadă dorică care înconjoară templul și un ordin ionic în incinta naosului. O singură coloană corintică stă liberă, centrată în interiorul naosului. Asta este o caracteristică misterioasă, iar arheologii dezbat ce ar arăta: unii afirmă că e pur și simplu un exemplu de coloană votivă. Câteva exemple de coloane corintice din Grecia, din timpul secolului următor, sunt toate folosite înauntrul temple.  Un exemplu mai cunoscut și prima folosire documentată a ordinului corintic pe exteriorul unei structuri e Monumentul lui Lisicrate din Atena, ridicat în circa 334 î.Hr..
Un capitel corintic îngropat cu grijă în antichitate în temeliile tolosului circular din Epidaur a fost recuperat în timpul campaniilor arheologice moderne. Prezența și conservarea sa enigmatică au fost explicate ca fiind un model al sculptorului pe care zidarii să-l urmeze în ridicarea templului dedicat lui Asclepios. Designul arhitectural al clădirii a fost creditat în antichitate sculptorului Polykleitos cel Tânăr, fiul sculptorului clasic grec Polykleitos cel Bătrân. Templul a fost ridicat în secolul al IV-lea î.Hr..
Mult mai târziu, scriitorul roman Vitruvius (circa 75 î.Hr. - circa 15 î.Hr.) a relatat că ordinul corintic a fost inventat de Callimachus, un arhitect și sculptor grec căruia i-ar fi venit ideea după ce a văzut un coș votiv care a fost lăsat pe mormântul unei fete tinere. Câteva dintre jucăriile ei erau în el iar o placă ceramică pătrată a fost pusă peste coș, astfel încât să le protejeze de intemperii. Prin coșul țesut crescuse o acantă, împletindu-și frunzele spinoase cu țesătura coșului.

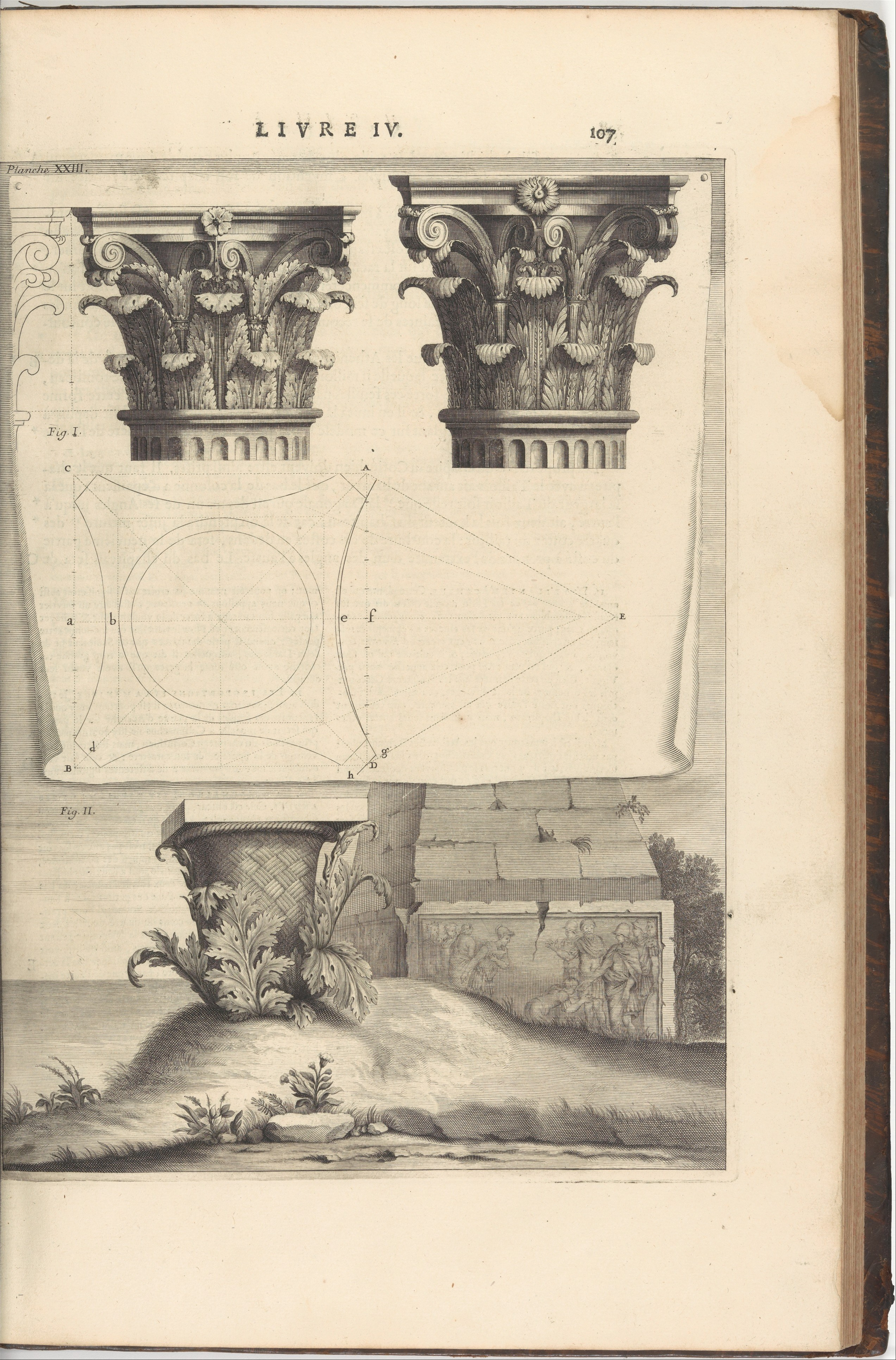
Originea ordinului corintic, ilustrată în traducerile lui Claude Perrault a celor zece cărțile ale lui Vitruvius, 1684

Claude Perrault a încorporat o vignetă care ilustrează povestea lui Callimachus în ilustrarea sa a ordinului corintic pentru traducerea lui Vitruvius, publicată la Paris, 1684. Perrault demonstrează în gravura sa modul în care proporțiile capitalului sculptat ar putea să fie ajustate în funcție de cerințele proiectului. Textura și conturul frunzelor lui Perrault sunt uscate și strânse în comparație cu naturalismul lor din secolul al XIX-lea de la Capitoliul Statelor Unite. Un capitel corintic poate să fie văzut ca o dezvoltare îmbogățită a capitelului ionic, chiar dacă s-ar putea să fie nevoit să te uiți îndeaproape la un capitel corintic ca să-i vezi volutele ionice, la colțuri, poate reduse ca mărime și importanță, defilând  deasupra celor două rânduri de frunze și tulpini de acante stilizate, opt în total și pentru a observa că volute mai mici defilează spre interior pentru a se întâlni pe fiecare parte. Frunzele pot să fie destul de rigide, schematice și uscate, sau pot să fie sculptate extravagant, naturalistic și pufoas. Spre deosebire de capitelurile coloanelor dorice și ionice, un capitel corintic nu are gât sub el, doar o bandă rotundă astragal asemănătoare cu un inel care formează baza capitalelului, amintind baza coșului legendar.
Majoritatea clădirilor (și a majorității clienților) sunt satisfăcute cu doar două ordine. Atunci când ordinele sunt suprapuse unul peste altul, așa cum sunt la Colosseum, progresia naturală este de la cel mai robust și mai simplu (doricul) în partea de jos, la cel mai subțire și mai bogat (corinticul) în partea de sus. Cel mai înalt nivel al Colosseumului are un ordin neobișnuit, care e cunoscut sub numele de ordinul compozit. Italienii de la mijlocul secolului al XVI-lea, în special Sebastiano Serlio și Jacopo Barozzi da Vignola, care au stabilit o versiune canonică a ordinelor, au crezut că au detectat un „ordin compozit”, combinând volutele ionicului cu frunzișul corinticului, dar în practicile romane, volutele erau aproape mereu prezente.
În arhitectura romanică și-n cea gotică, unde sistemul clasic fusese înlocuit de o nouă estetică compusă din bolți arcuite care izvorăsc din coloane, capitelul corintic a fost folosit în continuare. Poate să fie foarte simplu, ca în arhitectura tipică cisterciană, care nu încuraja nici o distragere de la liturghie.
În secolul al XVI-lea, o secvență de gravuri ale ordinelor din tratatele arhitecturale au ajutat la standardizarea detaliilor lor în limite rigide: Sebastiano Serlio; Regola delli cinque ordini a lui Jacopo Barozzi da Vignola (1507-1573); I quattro libri dell'architettura a lui Andrea Palladio, și L'idea dell'architettura universale a lui Vincenzo Scamozzi, au fost urmate în secolul al XVII-lea de tratate franceze cu alte modele rafinate, ca cele ale lui Perrault.

## Exemple notabile
- Argentina

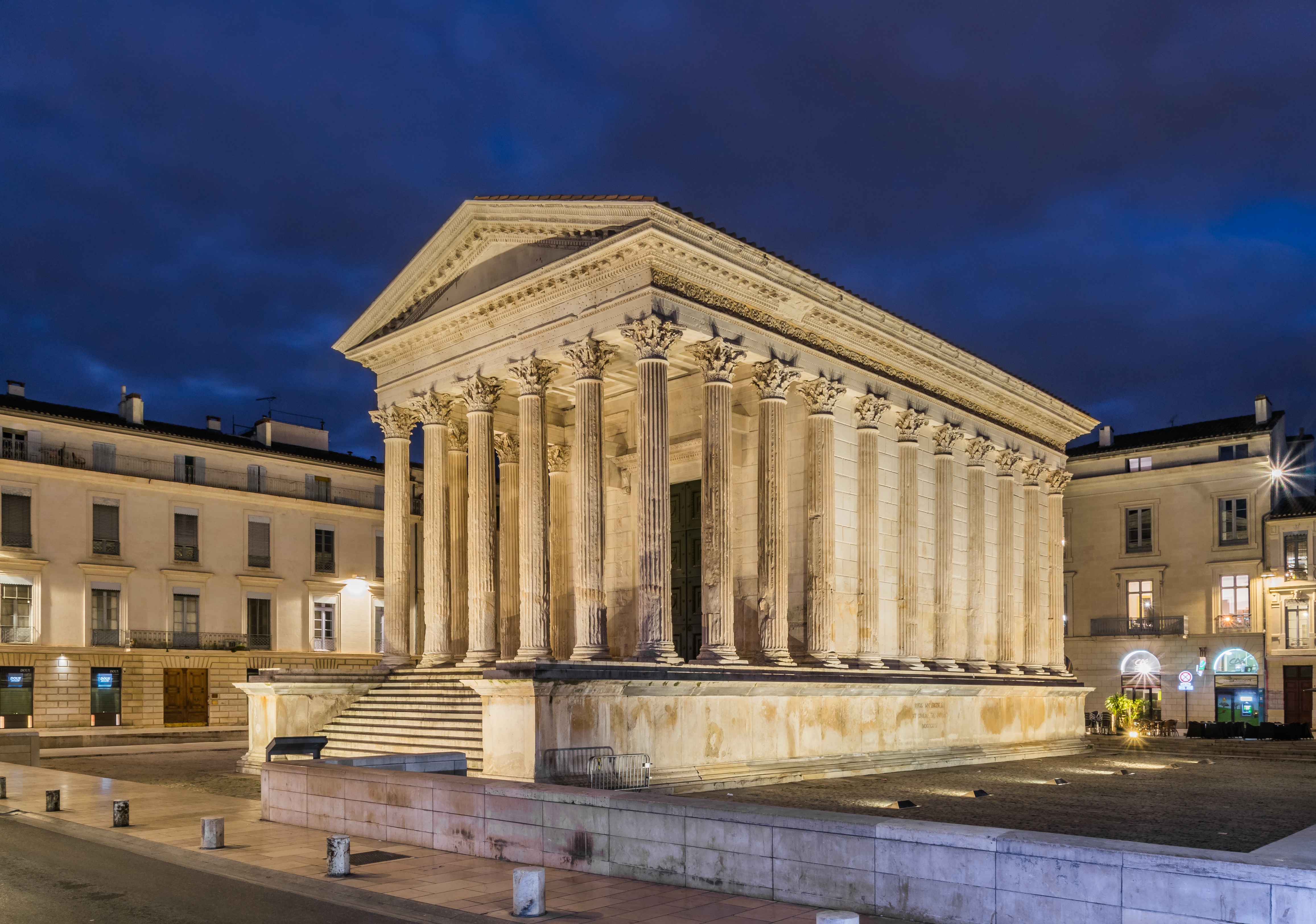
Maison Carrée din Nîmes (Franța), construit în circa 14 î.Hr.

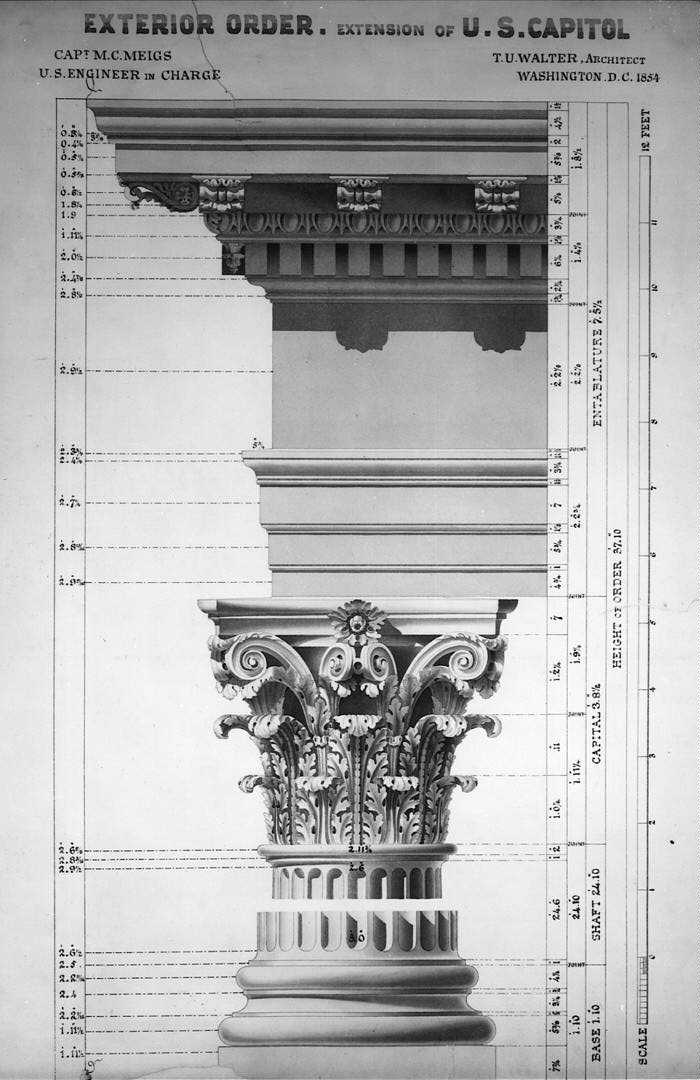
Ordinul corintic folosit la extinderea în 1854 a Capitoliului Statelor Unite: fusul coloanei a fost omis

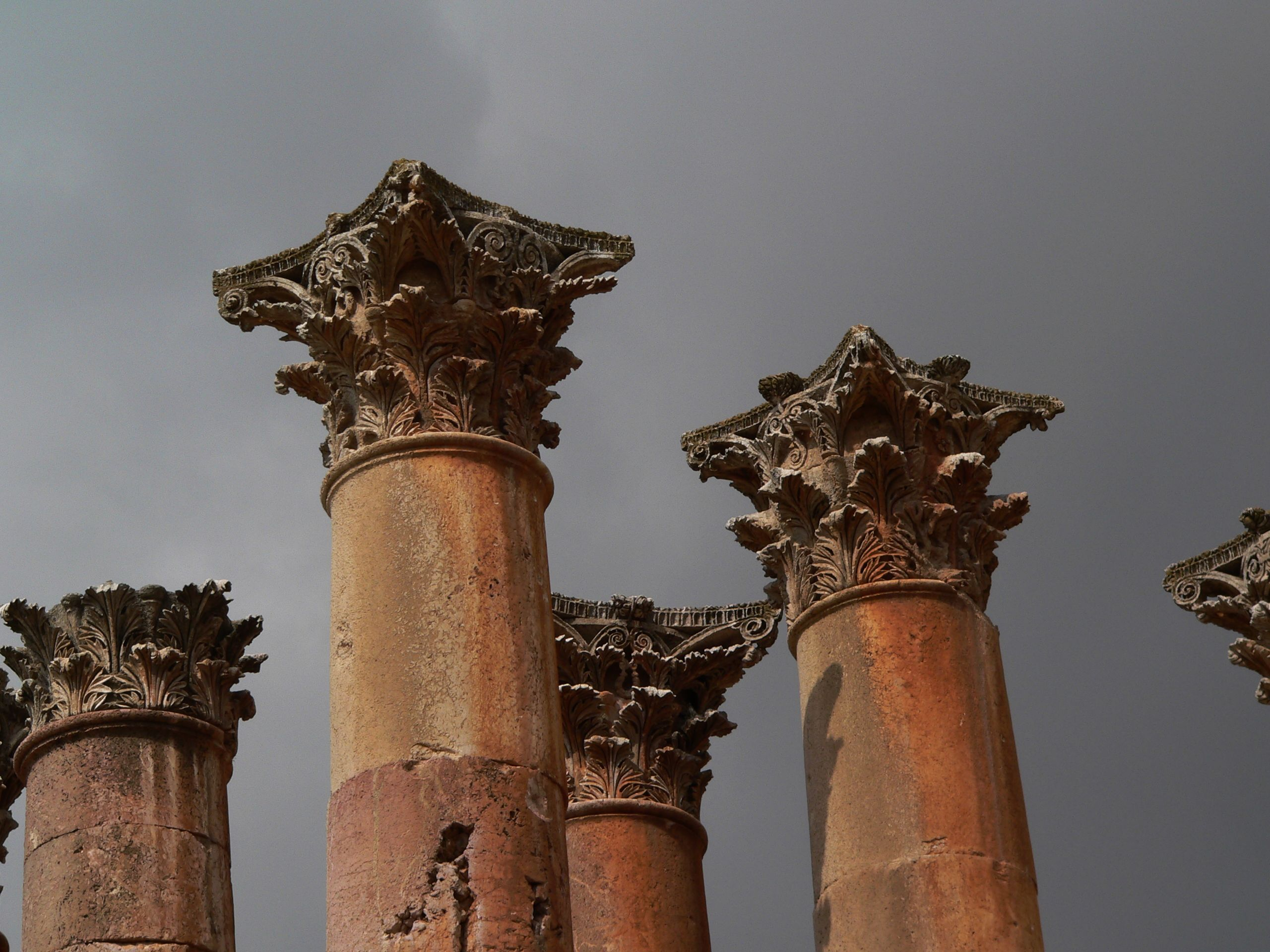
Coloane corintice în Jerash (Iordania)

  - Palatul Congresului Național Argentinian
- Franța
  - Maison Carrée
  - Coloana de Iulie
- Germania
  - Capela palatină din Aachen
  - Clădirea Reichstagului
- Grecia
  - Monumentul lui Lisicrate din Atena
  - Templul lui Zeus Olimpian din Atena
- Italia
  - Panteonul din Roma
  - Templul lui Marte Pedepsitorul
  - Templul Vestei din Tivoli
- Iordania
  - Jarash
  - Cetatea Ammanului
- Portugalia
  - Templul roman din Évora
- România
  - Biserica Sfântul Gheorghe Nou din București
  - Palatul Regal din București
  - Biserica Mănăstirii Antim
  - Biblioteca Centrală Universitară din București
  - Casa Monteoru
  - Palatul Bragadiru
- Rusia
  - Palatul de Iarnă din Sankt Petersburg
  - Catedrala Sfântul Isaac
- Africa de Sud
  - Casa Parlamentului din Cape Town
- Siria
  - Bosra
  - Templul lui Jupiter din Damasc
  - Colonada lui Bacchus din Latakia
  - Palmira
- Ucraina
  - Marea Colopotniță din Lavra Peșterilor din Kiev (al IV-lea etaj – 8 coloane)
  - Monumentul Independenței din Kiev
- Regatul Unit
  - Coloana lui Nelson
  - University College London
- Statele Unite
  - Capitoliul Statelor Unite
  - Clădirea Curții Supreme a Statelor Unite
  - Bursa de Valori din New York

## Galerie

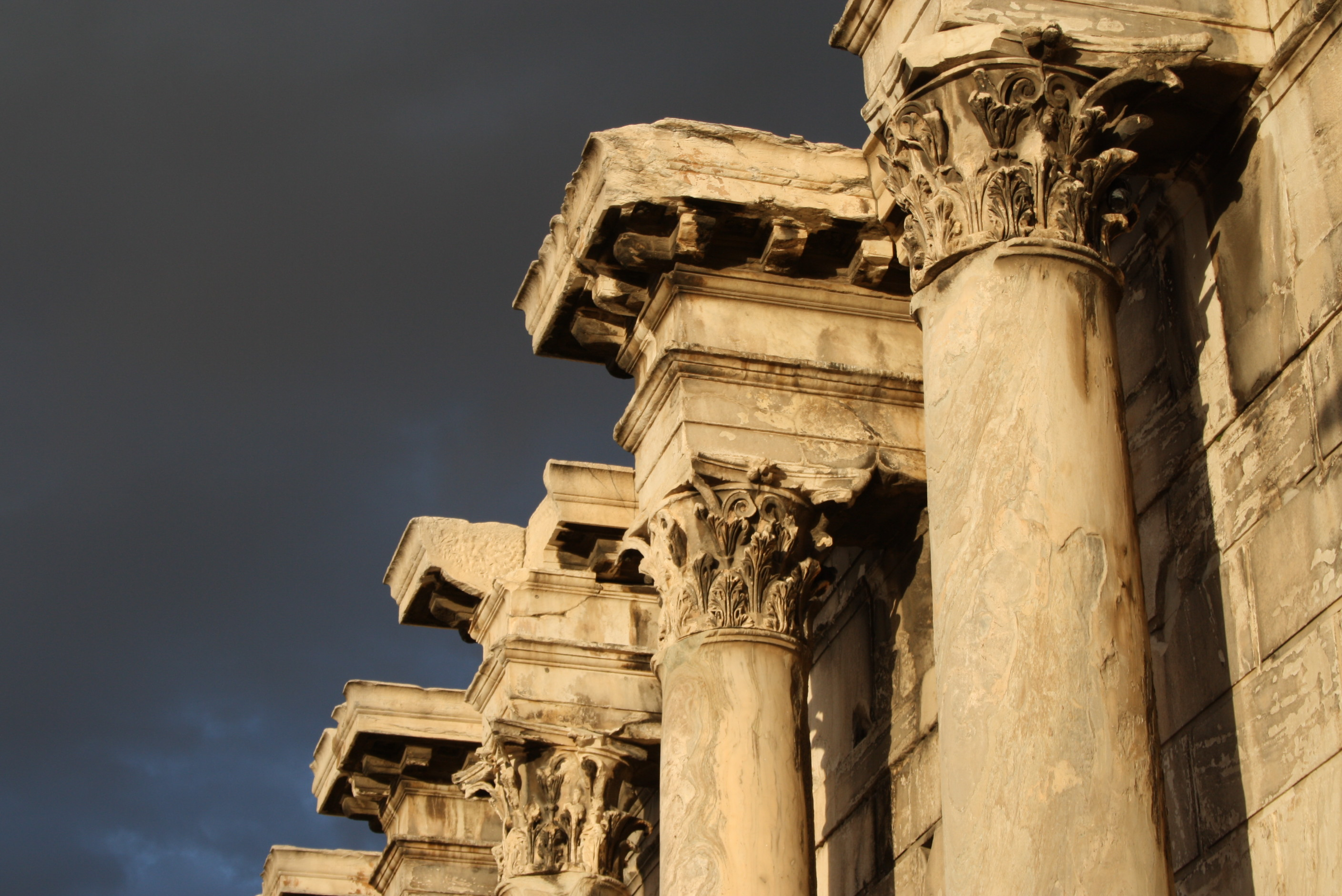
Biblioteca lui Hadrian pe partea de nord a Acropolei din Atena, creată de împăratul roman Hadrian în 132 d.Hr.
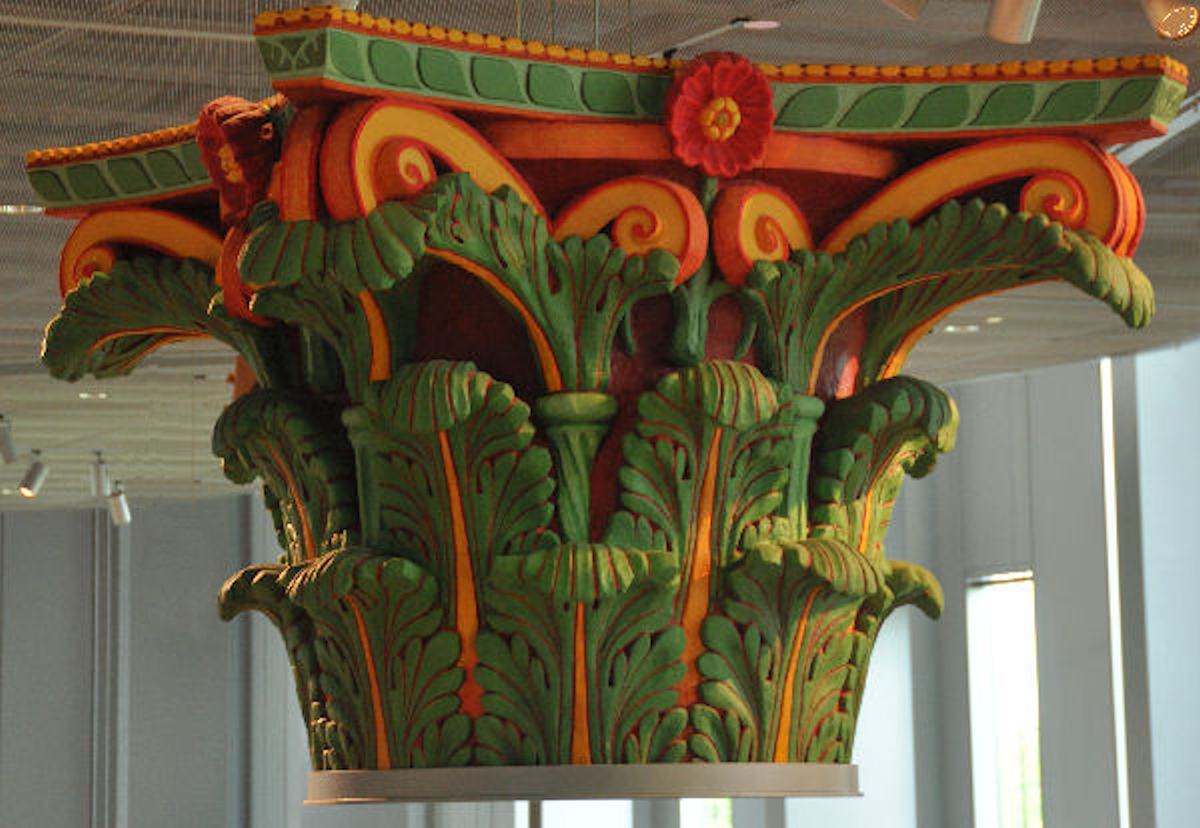
Reconstrucția unui capitel corintic, cu culorile originale
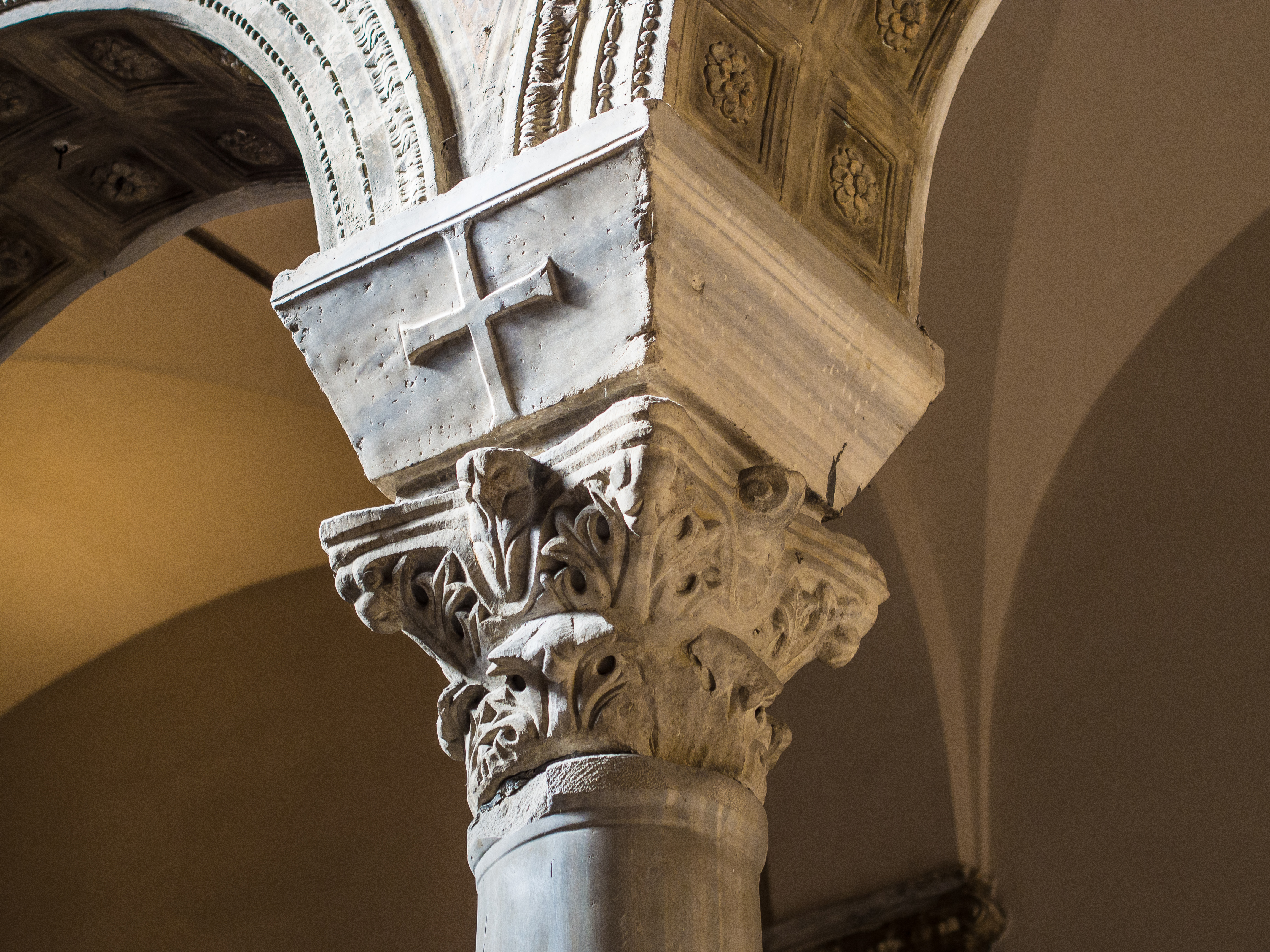
Capitel corintic bizantin dintr-o bazilică din Ravenna (Italia)
Ospățul din casa Levitului, de Paolo Veronese, din 1573. În fundal apar multe coloane corintice
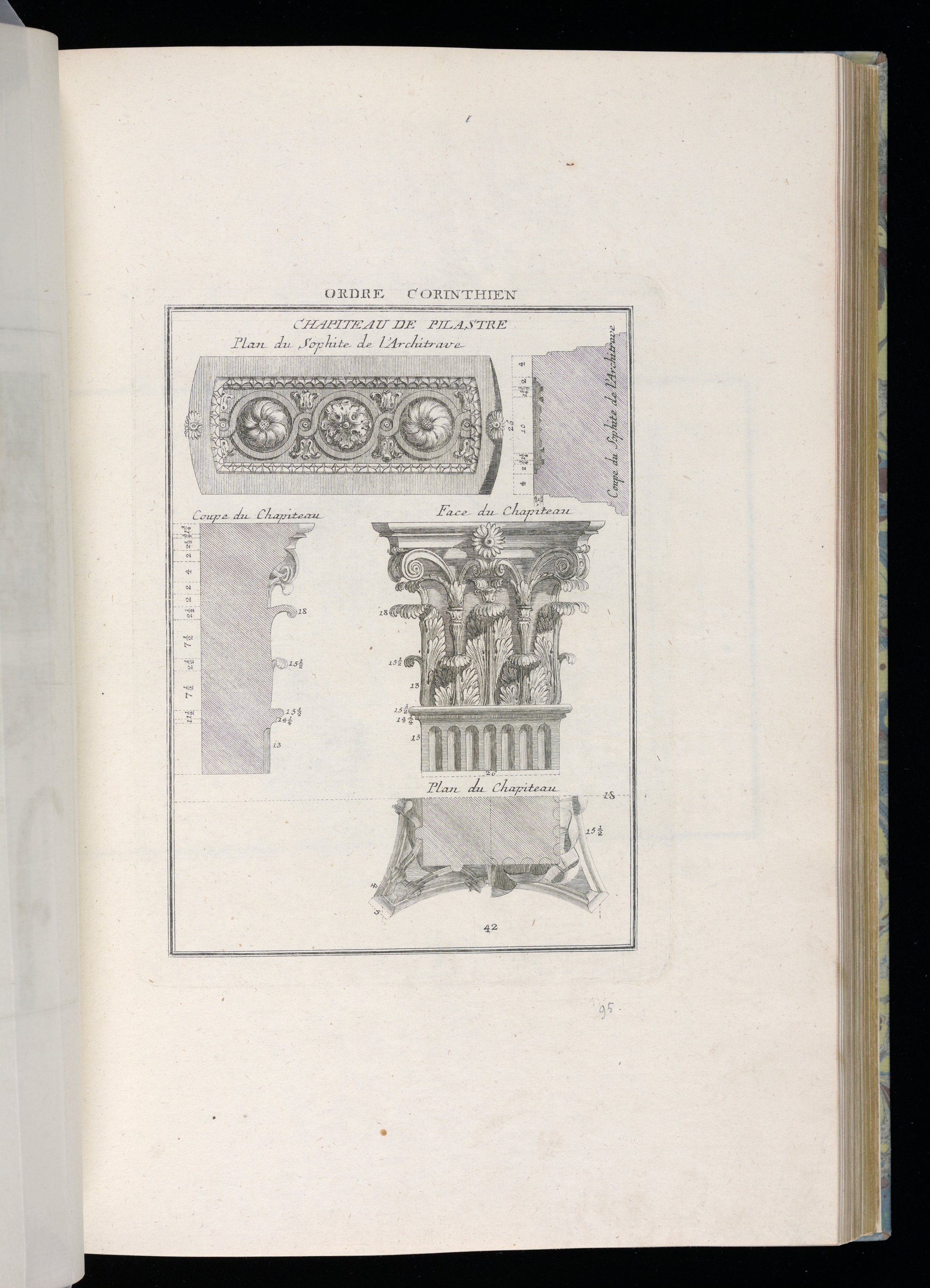
Ilustrații ale unui pilastru corintic, din Germania, în Cooper Hewitt, Smithsonian Design Museum (New York City)
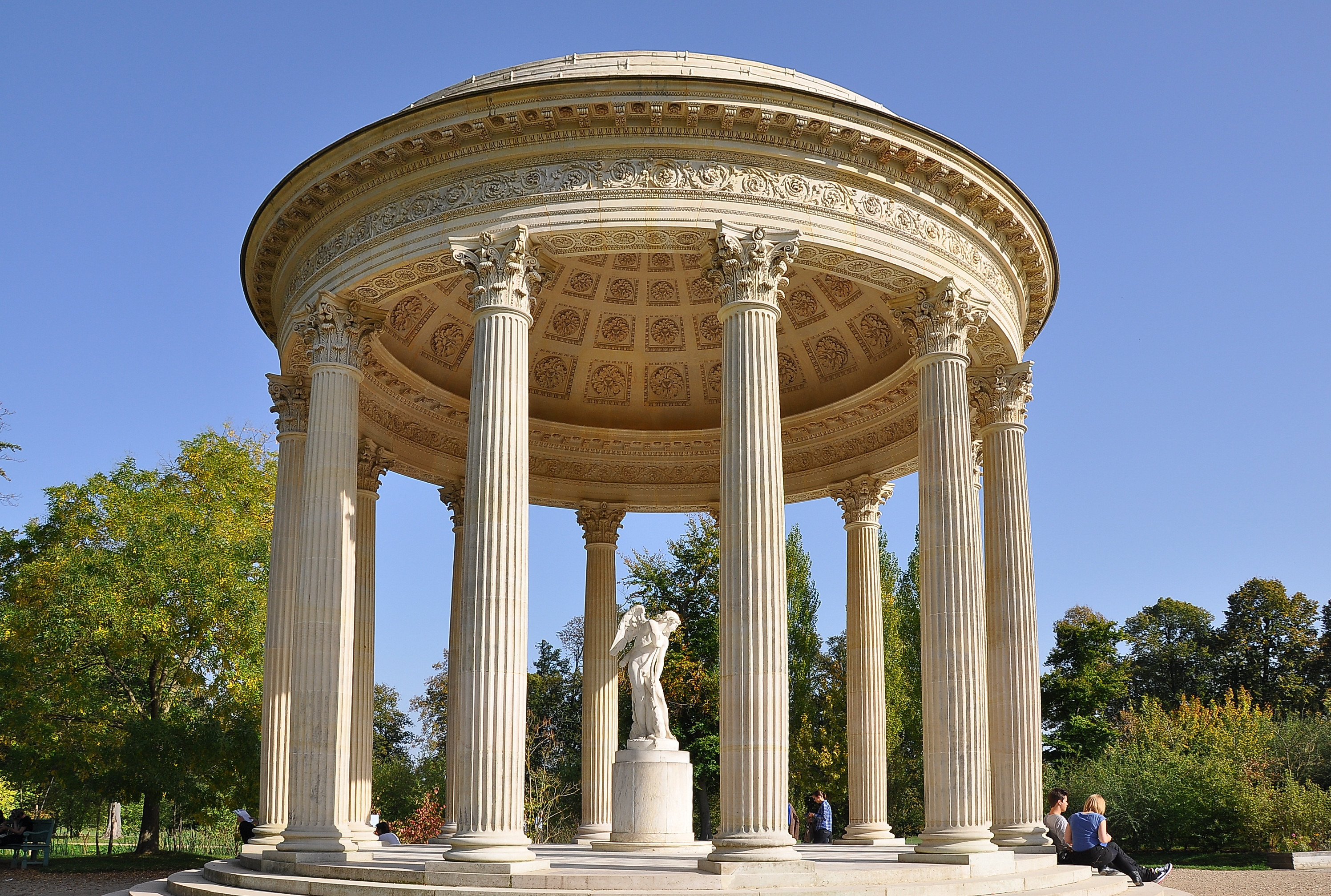
Templul Iubirii din grădinile Micului Trianon, din Versailles (Franța)
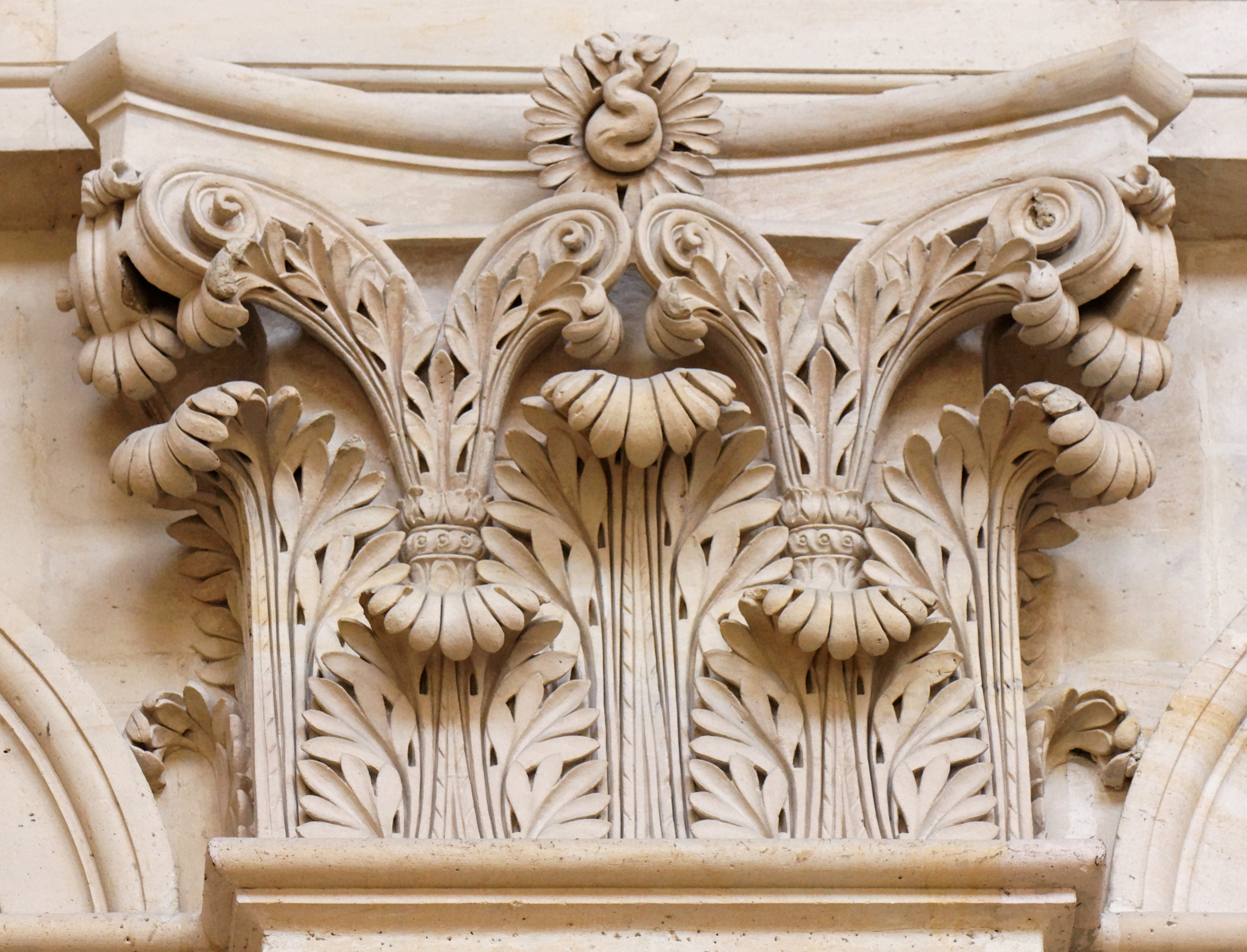
Capitelul unui pilastru din Hôtel des Invalides (Paris)
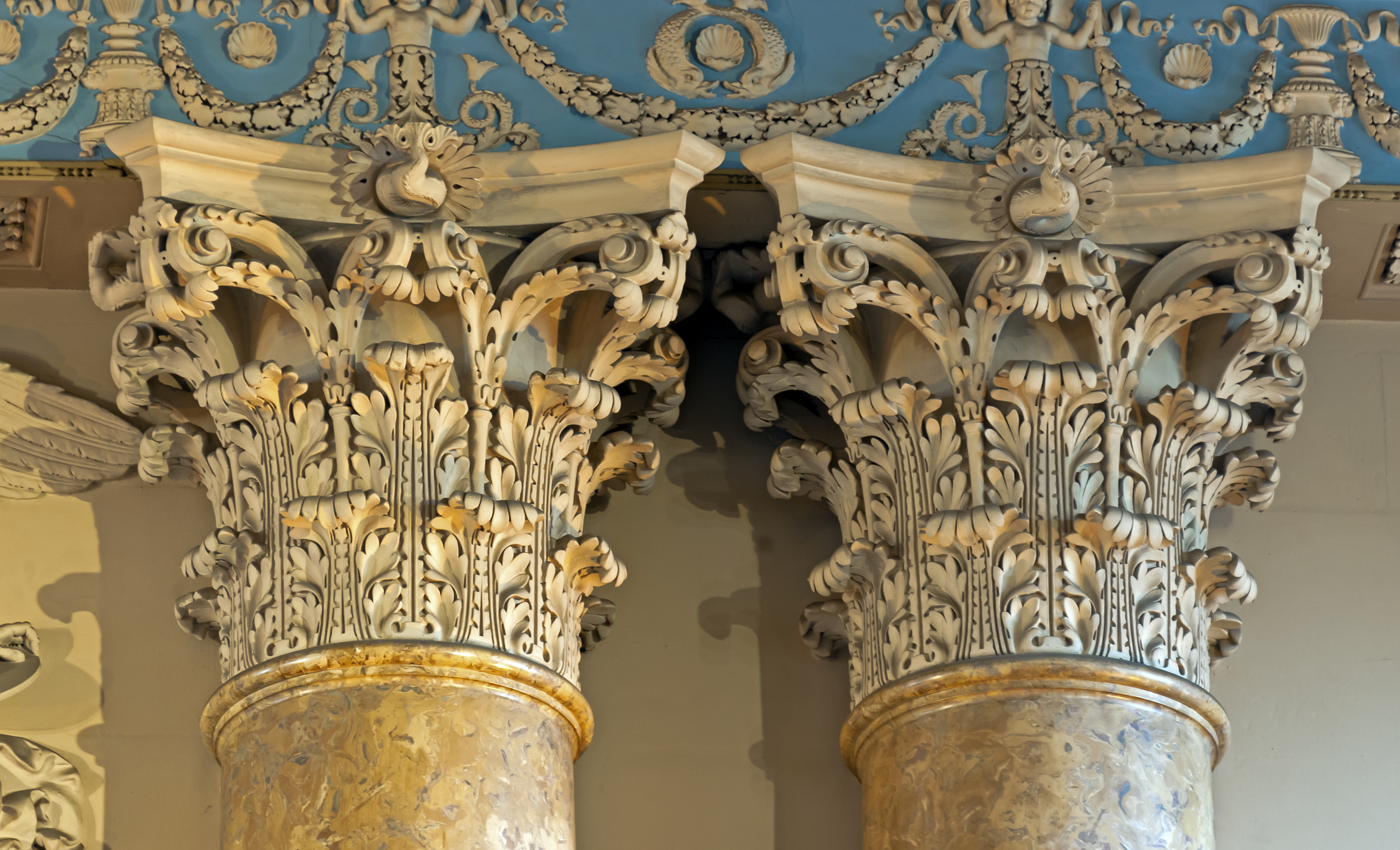
Pereche de capiteluri din Capela Sfinților Petru și Paul, în Spitalul Greenwich (Londra)
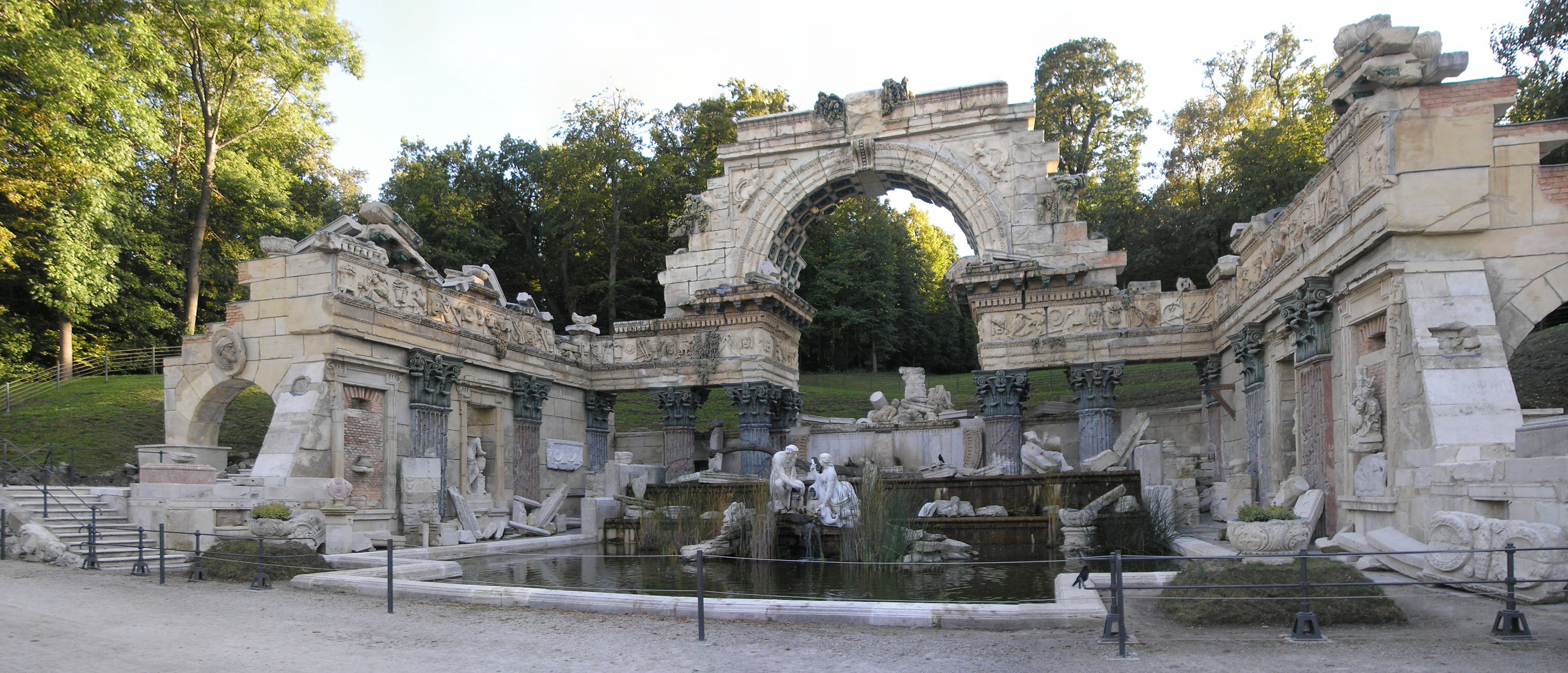
Ruinele romane fake din grădinile Palatului Schönbrunn (Austria), construite în 1778 și bazate pe reprezentările Templului lui Vespasian și Titus ale lui Giovanni Battista Piranesi
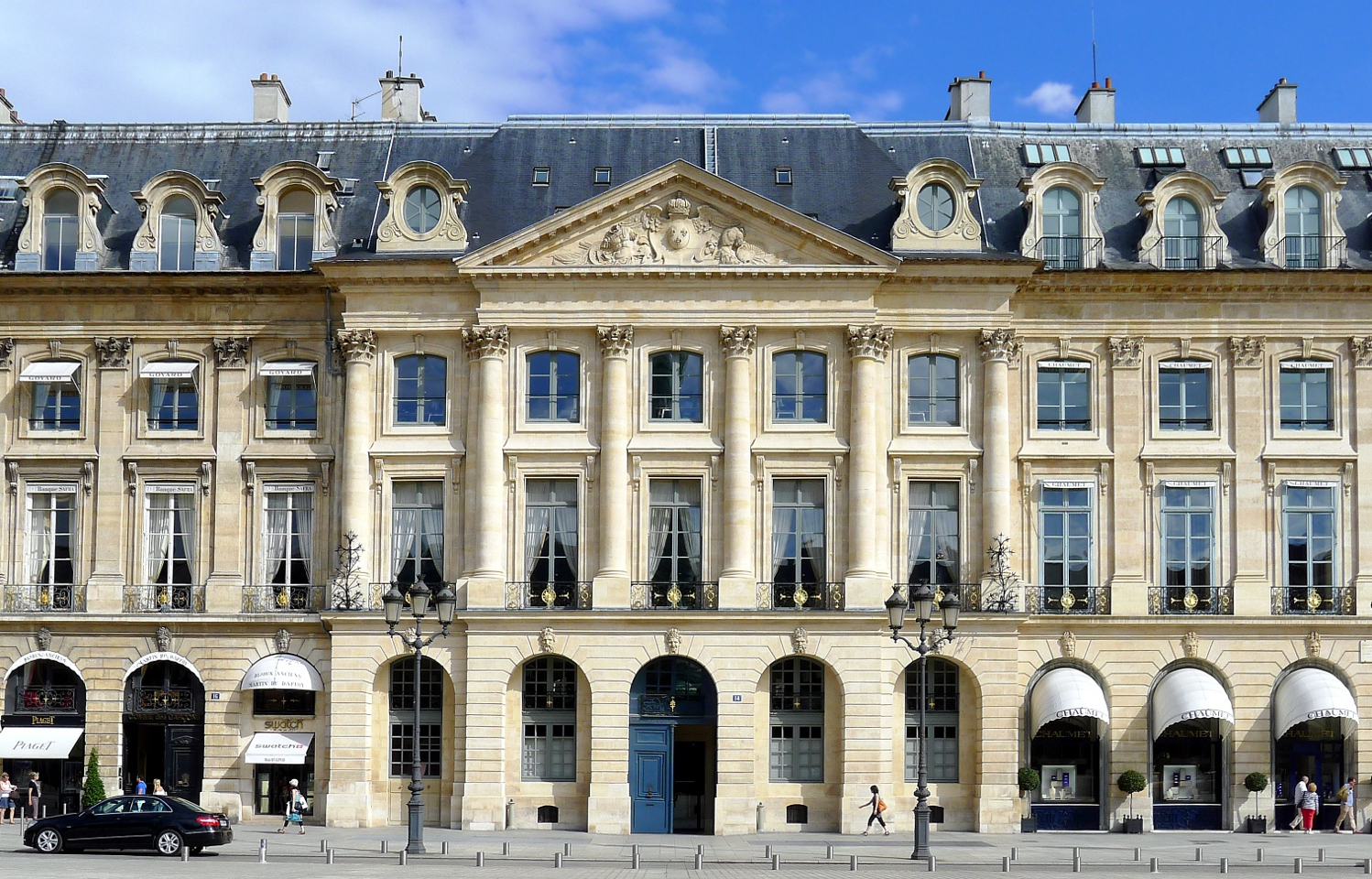
Hôtel Baudard de Saint-Jame din Paris, cu coloane și pilaștri corintici
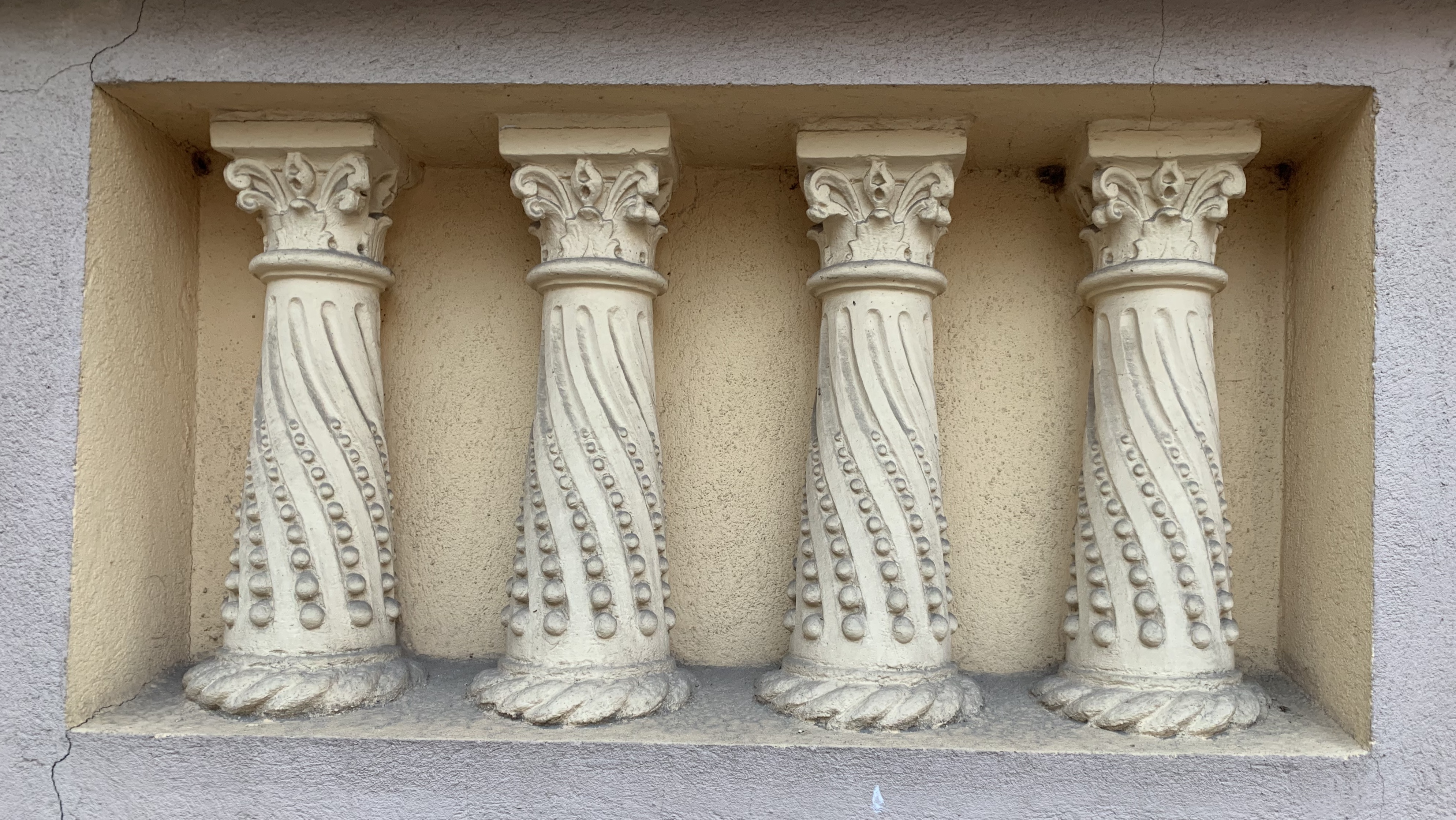
Balustradă neoromânească compusă din mici coloane corintice, în București
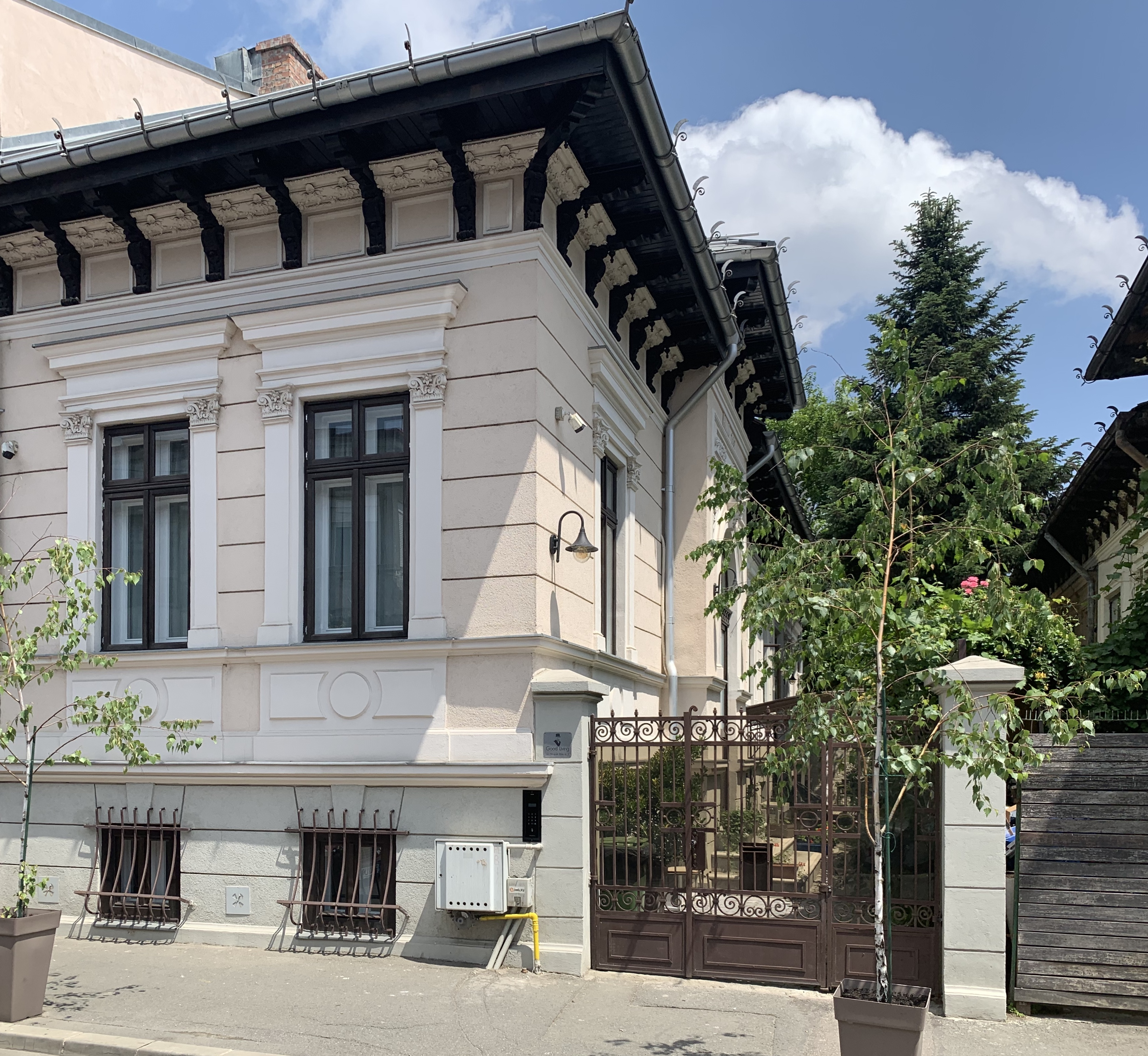
Casă de oraș din București, cu pilaștri corintici la ferestre, pe Strada Mitropolit Nifon